# Dendrophidion atlantica
Dendrophidion atlantica — вид змій родини полозових (Colubridae). Ендемік Бразилії.

## Поширення і екологія
Dendrophidion atlantica мешкають в штатах Сержипі і Алагоас на північному сході Бразилії. Вони живуть у вологих атлантичних лісах, трапляються на узліссях. Ведуть денний, наземний спосіб життя.